# Distretto di Besbes
Il distretto di Besbes è un distretto della provincia di El Tarf, in Algeria, con capoluogo Besbes.

## Comuni
Il distretto di Besbes comprende 3 comuni:
- Besbes
- Asfour
- Zerizer